# Somchai Wongsawat
Somchai Wongsawat (tailandés: สมชาย วงศ์สวัสดิ์) (*Amphoe Chawang, 31 de agosto de 1947) es un político tailandés, miembro del Partido del Poder del Pueblo.
Somchai ha sido ministro de Educación y vice primer ministro desde febrero de 2008 y fue elegido primer ministro el 9 de septiembre de 2008 tras una sentencia del Tribunal Constitucional de Tailandia que inhabilitó a Samak Sundaravej por considerar que, al presentar un programa de cocina en televisión, vulneraba la Constitución tailandesa que impide al primer ministro retribuciones por actividades privadas y en plena crisis desde mayo.

## Biografía
Somchai completó su educación primaria en su pueblo y la secundaria la hizo en la Escuela Amnuay Silpa en Bangkok. Se graduó en Derecho por la Facultad de Derecho de la Universidad de Thammasat en 1970. 
Abogado desde 1973, obtuvo un Máster en Administración Pública del Instituto Nacional de Administración para el Desarrollo de Tailandia en 2002. Accedió a la judicatura en 1975 y fue nombrado Presidente del Tribunal Superior de Pang-nga en 1986, para ocuparse después de la Corte de Apelaciones de la II Región judicial.
En 1998 fue nombrado en el gobierno como Secretario Permanente Adjunto del Ministerio de Justicia, y un año después Secretario Permanente, donde trabajó hasta marzo de 2006. Somchai fue designado Secretario Permanente del Ministerio de Trabajo dicho año hasta el golpe de Estado de septiembre. Diputado en la Asamblea Nacional de Tailandia desde las elecciones generales de 2007.
El 15 de septiembre el Partido del poder del Pueblo (PPP), eligió Somchai Wongsawat, como candidato a primer ministro mientras que la Alianza del Pueblo para la Democracia rechazó el nombramiento por ser el candidato cuñado de Thaksin Shinawatra.
Finalmente, Somchai fue elegido primer ministro por la Asamblea Nacional el 17 de septiembre con el apoyo de los partidos que sostenían al gabinete. En la votación recibió el apoyo de 298 diputados, sobre un total de 468 presentes, 163 votaron por el candidadto de la oposición, Abhisit Vejjajiva, y hubo cinco abstenciones. Tras la elección, la Alianza Popular declaró que mantendrían las protestas mientras gobernase cualquier aliado de Thaksin Shinawatra.
El Tribunal Constitucional de Tailandia en sentencia del 2 de diciembre, le inhabilitó por fraude en las elecciones de 2007, y disolvió el Partido del Poder del Pueblo, junto al Chart Thai y al Matchimathipatai, agudizándose la crisis política del país.

## Sucesión
| Predecesor: Samak Sundaravej | Primer ministro de Tailandia 9 de septiembre de 2008-2 de diciembre de 2008 | Sucesor: Chavarat Charnvirakul Interino |